# Eugen Steinel
Eugen Heinrich Leopold Steinel (* 22. August 1879 in Schopfheim; † 15. Februar 1946) war ein deutscher Jurist und Politiker (DVP).

## Leben
Steinel arbeitete als Rechtsanwalt in Pforzheim. Er war Hauptmann der Reserve und Mitglied im Reichsverband Deutscher Offiziere. Während der Zeit der Weimarer Republik trat er in die DVP ein. Im Oktober 1929 wurde er als Abgeordneter in den Landtag der Republik Baden gewählt, dem er bis zu seiner Mandatsniederlegung am 24. November 1931 angehörte. Für ihn rückte Wilhelm Mattes ins Parlament nach.